# Río Esca
El río Esca (oficialmente Eska; en euskera Ezka) es un afluente del río Aragón que discurre a lo largo de 51 kilómetros, principalmente por la Comunidad Foral de Navarra y en menor medida (14 kilómetros) por Aragón (provincia de Zaragoza). Nace por la unión de los ríos Belagua y Uztárroz en la localidad navarra de Isaba (Valle de Roncal) y toma dirección sur por el valle hasta su desembocadura en el Embalse de Yesa, aguas abajo de localidad aragonesa de Sigüés (La Jacetania).

## Curiosidades

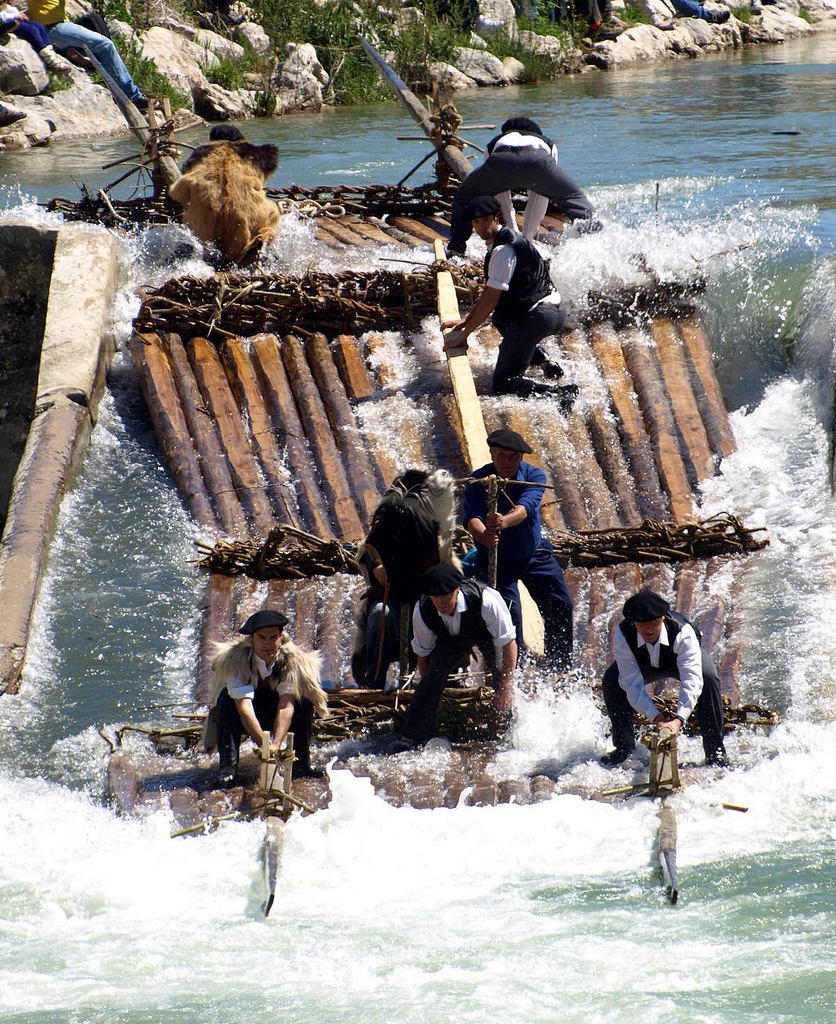
Imagen del Día de la Almadía durante la bajada por las aguas del río Esca.

### Desbordamientos
En épocas de gran pluviometría, se producen desbordamientos de sus aguas que afectan a la vía de comunicación NA-137 (Burgui-Isaba-Francia).

### Zona de baño
Las aguas de este río, sirven como zona de baño en época estival a la altura de la localidad navarra de Burgui y en la aragonesa de Salvatierra de Esca.

### Eventos festivos
A través de las aguas de este río se lleva a cabo el Día de la Almadía, una fiesta declarada Fiesta de Interés Turístico Regional en Navarra y Fiesta de Interés Turístico Nacional organizada por la Asociación Cultural de Almadieros Navarros que se celebra cada año en la localidad navarra de Burgui (Valle de Roncal).